# Bilker Straße 5

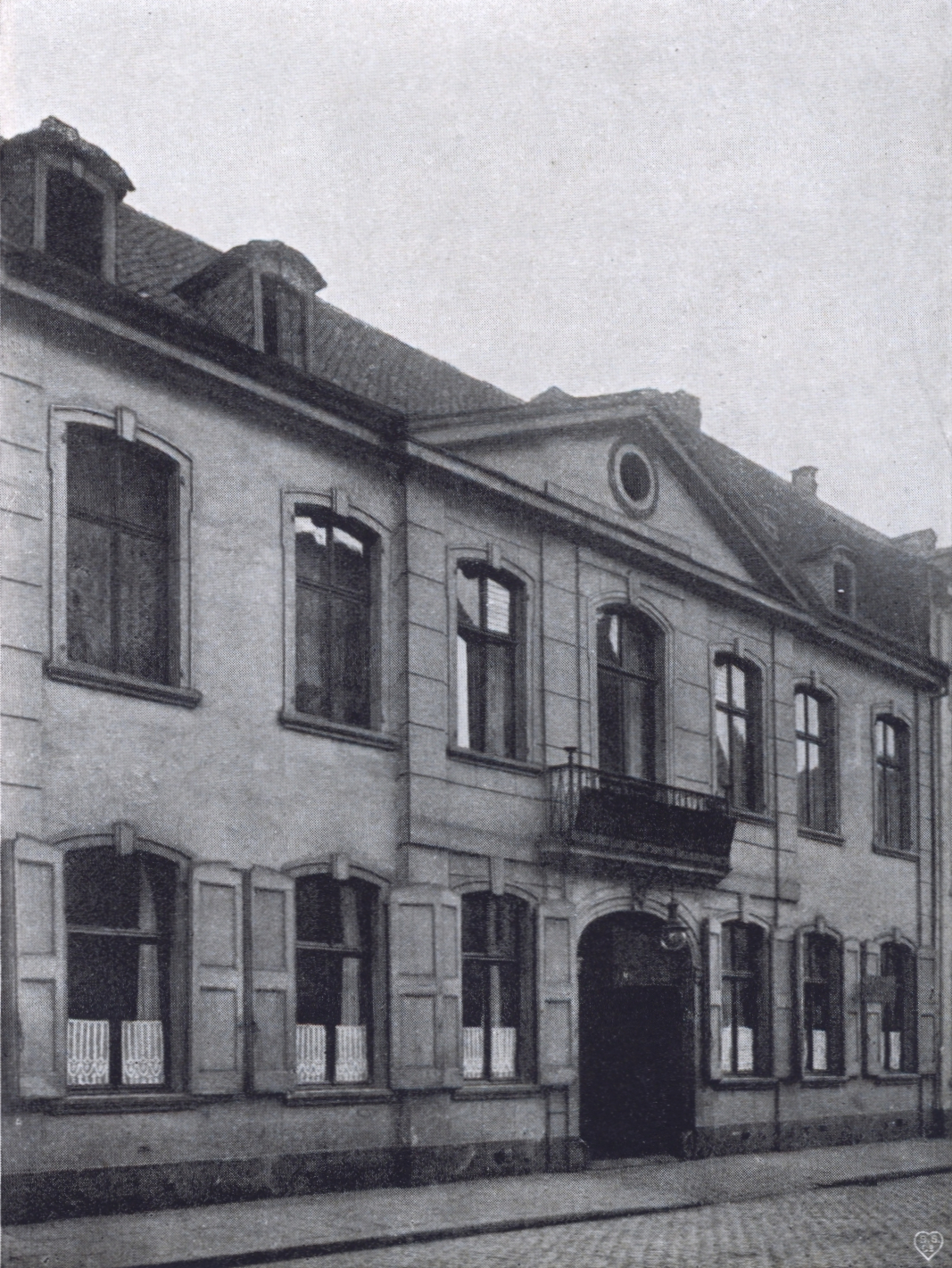
Bilker Straße 5 (1909)

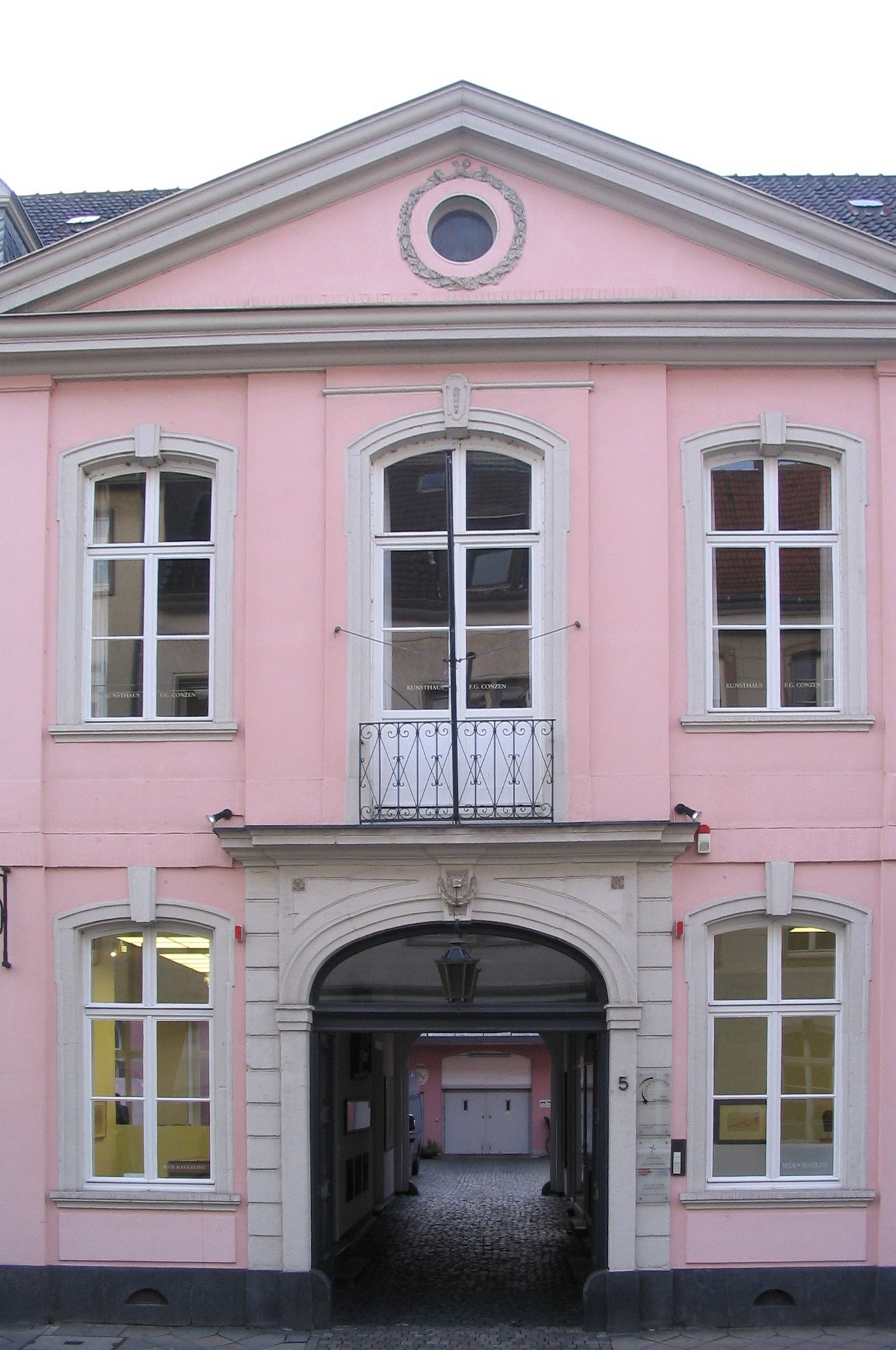
Bilker Straße 5 (2012)

Das Haus Bilker Straße 5 in Düsseldorf ist ein denkmalgeschütztes Gebäude.

## Geschichte
Jörg Heimeshoff datiert die Bauzeit auf das ausgehende 18. Jahrhundert. Architekt und Bauherr sind nicht bekannt. Aus der Spezialaufnahme der Haupt- und Residenzstadt Düsseldorf geht hervor, dass das Gebäude im Jahr 1801 bestand. Nach Kriegszerstörung wurde der Bau von Grund auf restauriert. Balkongitter, Treppe und Stuckdecken wurden rekonstruiert.

## Beschreibung
Jörg Heimeshoff beschreibt ausführlich die Fassade. So präsentiert sich die Fassade zur Bilker Straße in zwei Geschossen und sieben Achsen. Die Wandflächen war ursprünglich eine Backsteinfassade, wurden zwischenzeitlich jedoch verputzt. Unter den Fenstern in der Erdgeschosszone befinden sich teilweise Kellerfenster in Lünettenform. Alle Fensteröffnungen sind besonders dekoriert. Sie zeigen segmentbogige Fensterabschlüsse sowie Schlusssteine. Profilierte Faschen mit schwach ausgebildeten Ohren umrahmen die Fenster.
Ein dreiachsiger Mittelrisalit mit Dreiecksgiebel dominiert die Schaufassade. Im Mittelrisalit ist die mittlere Achse mit einem Tor ausgestattet, der als Abschluss einen Korbbogen zeigt. Der Korbbogen ruht auf abgestuften Blockkapitellen, zeigt eine Fasziengliederung und wird durch einen Schlussstein mit hängendem Ehrenkranz geschlossen. In den äußeren Winkeln der Zwickel des Bogens tritt je ein Blütenornament auf. Die Schrägen des Dreiecksgiebels greifen das Profil des kräftig vorkragenden Traufgesims’ auf. Ein Okulus im Dreiecksgiebel wird von einem Lorbeerkranz gerahmt. Paul Sültenfuß würdigt ebenso das Gebäude. Eine Abbildung bei Josef Kleesattel zeigt die Fassade.

## Kunstgeschichtliche Bedeutung
Jörg Heimeshoff beschreibt es als seltenes Patrizierhaus, das sich an Stadtpalaiskonzeptionen der Renaissance und des Barocks anlehnt. Es sei beispielhaft für die Stadtentwicklung und das großbürgerliche Wohnen jener Zeit:

„Es handelt sich um eines der eindrucksvollsten Beispiele Düsseldorfer Patrizierhäuser in der Karlstadt […] In Anlehnung an Stadtpalaiskonzeptionen der Renaissance und des Barocks entstand diese Anlage im Zuge der südlichen Stadterweiterung (Karlstadt). Aufgrund von Kriegseinwirkungen und anderen Einflüssen gingen zahlreiche ähnliche Patrizierhäuser in Düsseldorf verloren, so dass die wenigen verbliebenen große Bedeutung als Beleg für die Stadtentwicklung und das großbürgerliche Wohnen jener Zeit haben.“

Im Jahr 2012
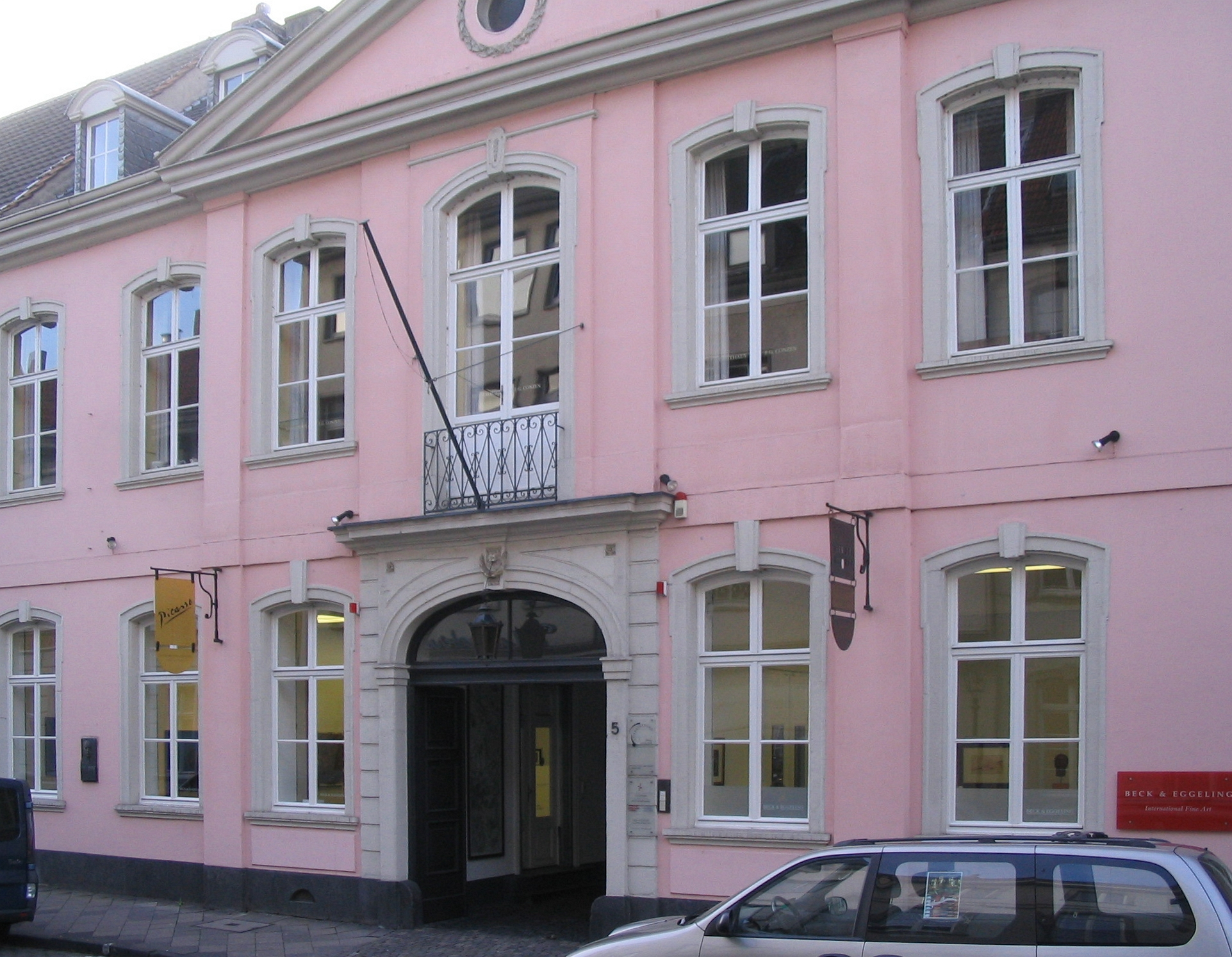
Frontseite
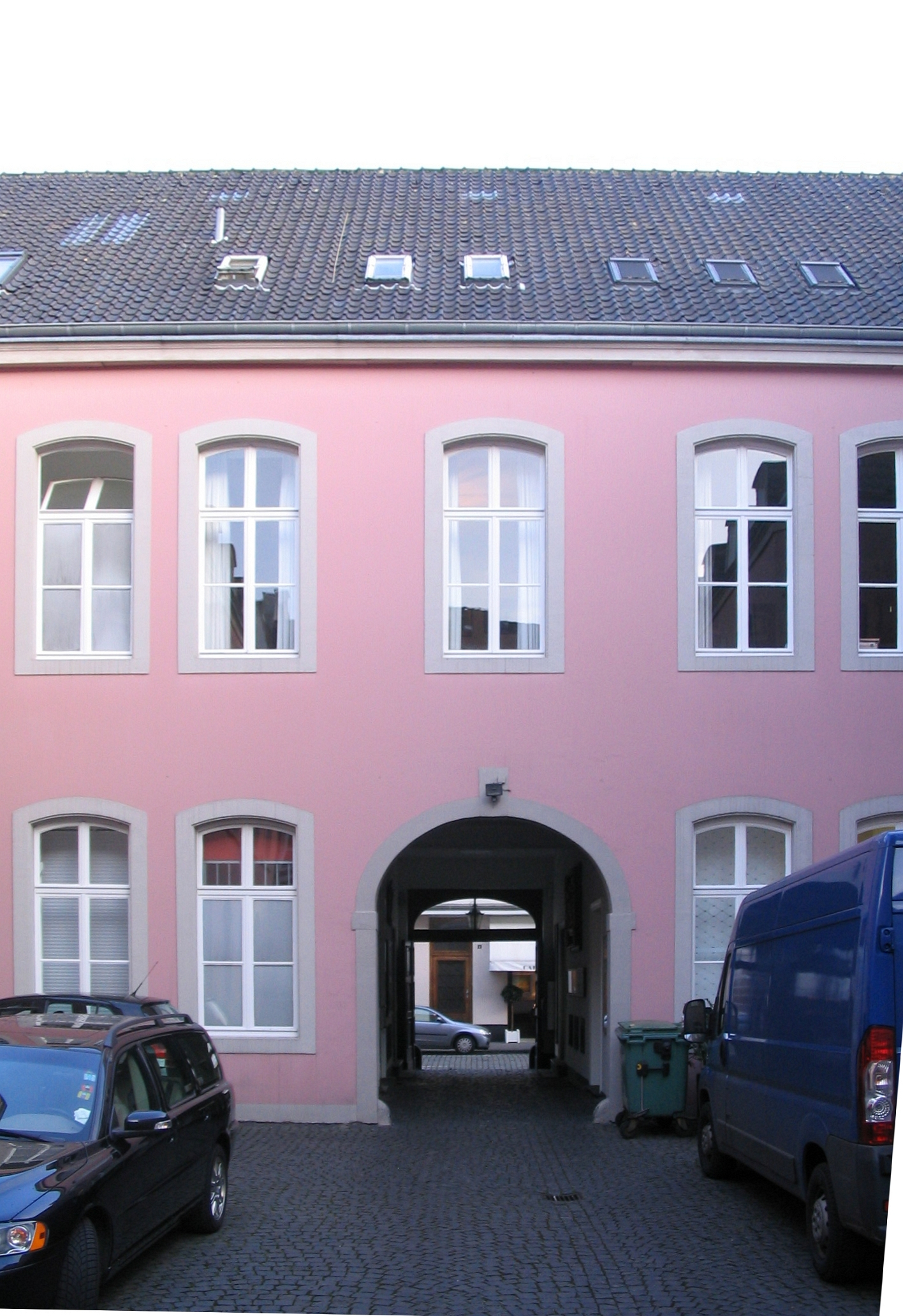
Rückfront
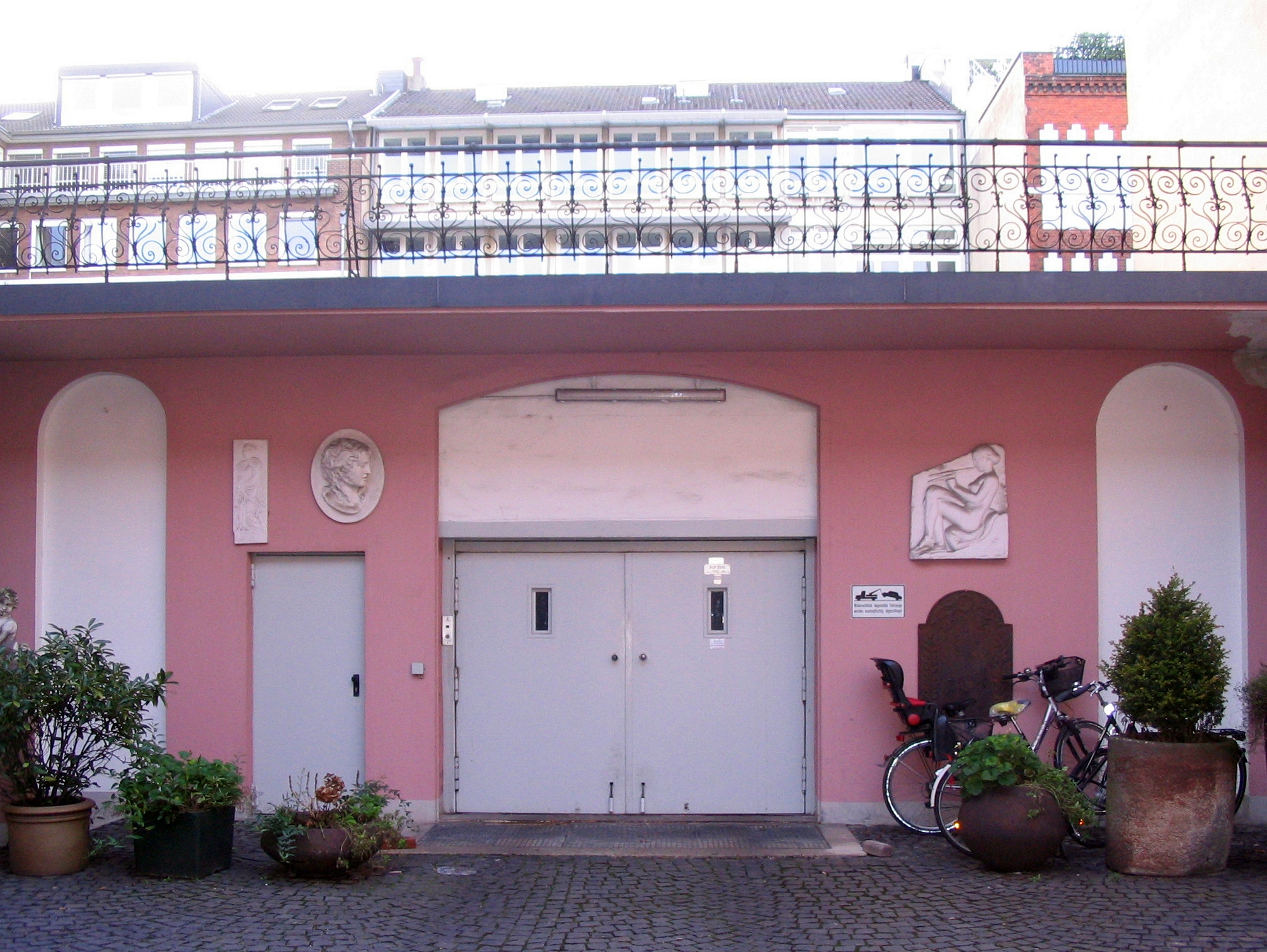
Hof

## Historische Nutzung des Gebäudes
Ende des 19. Jahrhunderts war in dem Gebäude das Katholische Vereinshaus, welches von der Katholische Vereinshaus Aktiengesellschaft betrieben wurde. In den historischen Adressbüchern ist der Geschäftszweck mit Versammlungs- und Veranstaltungsräumen, Restauration und Weinhandlung angegeben. 1887 bestand der Vorstand aus V. Strauven (Vorsitzender), C. Rusus, W. Heinemann, U. Miebels und W. Vussermnann. Der Große Saal des Katholischen Vereinshaus wurde unter anderem von der Karnevalsgesellschaft Kaffeepöttche (heute Große Karnevalsgesellschaft Düsseldorf 1890) in den Jahren 1894 und 1895 als Veranstaltungsraum für zahlreiche Sitzungen genutzt.